# マーゴット・キダー
マーゴット・キダー（Margot Kidder、1948年10月17日 - 2018年5月13日）は、カナダ、ノースウエスト準州生まれの女優・声優である。「マーゴット」は誤読が定着したもので、本来はマーゴーである。

## 来歴
1948年にカナダのノースウエスト準州イエローナイフに生まれる。男3人女1人の兄弟を持つ大家族だった。1960年代後半あたりからトロントを拠点に女優としてのキャリアをスタートする。数々の低予算のカナダ映画やテレビシリーズなどへ出演していき、1970年代に入り、ブライアン・デ・パルマ監督の『悪魔のシスター』や『暗闇にベルが鳴る』やジーン・ワイルダーとの共演作品などで徐々にその知名度を上げていく。1975年には『PLAYBOY』誌においてヌードも披露した。1978年に『スーパーマン』へ出演、同作品ではクリストファー・リーヴ演じるクラーク・ケント＝スーパーマンの恋人ロイス・レインを演じ、この役で知名度が一気に上がった。コメディ・ショー『サタデー・ナイト・ライブ』のホストなども務めた。それ以降はこれといった当たり役にも恵まれていないが、テレビや映画などにおいて精力的に活動を続け、出演作品は100本を超えている。
2018年5月13日、死去。69歳没。のちにアルコール及び薬物の過剰摂取による自殺であったことが公表された。

## 私生活
3度結婚し、すべて離婚に終わっている。1人目は脚本家のトーマス・マクゲイン。2人目は俳優のジョン・ハードで、3人目はフランス人映画監督のフィリップ・ド・ブロカである。娘が結婚して子供が生まれ、2人の孫がいる。アメリカ国籍を取得している。

## 主な出演作品

### 映画
| 公開年 | 邦題 原題                                                       | 役名                                      | 備考           |
| ------ | --------------------------------------------------------------- | ----------------------------------------- | -------------- |
| 1969年 | シカゴ・シカゴ/ボスをやっつけろ! Gaily, Gaily                   | アデレイン                                |                |
| 1972年 | さすらいのガンマン The Bounty Man                               | メエ                                      | テレビ映画     |
| 1973年 | 悪魔のシスター Sisters                                          | ダニエル・ブレトン/ドミニク・ブランチョン |                |
| 1974年 | 地獄の殺戮都市 A Quiet Day in Belfast                           | ブリジット／セルマ                        |                |
| 1974年 | 暗闇にベルが鳴る Black Christmas                                | バーブ                                    |                |
| 1975年 | 華麗なるヒコーキ野郎 The Great Waldo Pepper                     | モード                                    |                |
| 1975年 | リーインカーネーション The Reincarnation of Peter Proud         | マーシア・カーティス                      |                |
| 1978年 | アステカの秘宝 Shoot the Sun Down                               | イングランドから来た女                    |                |
| 1978年 | スーパーマン Superman                                           | ロイス・レイン                            |                |
| 1979年 | 悪魔の住む家 The Amityville Horror                              | キャシー                                  |                |
| 1980年 | ウィリーとフィル 危険な関係 Willie & Phil                       | ジャネット・サザーランド                  |                |
| 1980年 | スーパーマンII Superman II                                      | ロイス・レイン                            |                |
| 1983年 | トレンチコート/危険な追跡 Trenchcoat                            | ミッキー・レイモンド                      |                |
| 1983年 | スーパーマンIII Superman III                                    | ロイス・レイン                            |                |
| 1984年 | グリッタードーム The Glitter Dome                               | ウィリー                                  | テレビ映画     |
| 1985年 | トレジャーinメキシコ Little Treasure                            | マーゴ                                    |                |
| 1986年 | 消えた花嫁 Vanishing Act                                        | クリス                                    | テレビ映画     |
| 1987年 | サバイバル・シティ/戦慄の標的 Keeping Track                     | ミッキー                                  |                |
| 1987年 | スーパーマンIV Superman IV: The Quest for Peace                 | ロイス・レイン                            |                |
| 1988年 | 肉体の証(あかし) Body of Evidence                               | キャロル                                  | テレビ映画     |
| 1990年 | ホワイトルーム White Room                                       | マデレインX                               |                |
| 1991年 | ジョン・キャンディの夢におまかせ Delirious                      | トイレの女                                | クレジットなし |
| 1994年 | 勇気ある目撃者 One Woman's Courage                              | ステラ                                    | テレビ映画     |
| 1994年 | マーヴェリック Maverick                                         | マーガレット・メアリー                    | クレジットなし |
| 1994年 | ジャックと豆の木伝説 Beanstalk                                  | ケイト・ドク・ウィンストン                |                |
| 1995年 | ブラッドノット/影を殺した女 Bloodknot                           | エヴリン                                  | テレビ映画     |
| 1997年 | シャドー・ゾーン Shadow Zone: My Teacher Ate My Homework        | ソル                                      |                |
| 1997年 | デリバリー Silent Cradle                                        | シンディ・ウィルソン                      |                |
| 1998年 | ミッドナイト・スクリーム The Clown at Midnight                  | エレン                                    |                |
| 1999年 | ロード・トゥ・ザ・ナイト アイヴァンホーの聖なる剣 Young Ivanhoe | Lady Margarite                            | テレビ映画     |
| 1999年 | ナイトメア・マン Nightmare Man                                  | リリアン・ハンニバル                      |                |
| 2000年 | ダークサイド Tribulation                                        | アイリーン                                |                |
| 2000年 | カミング・アウト Common Ground                                  | ミセス・ネルソン                          | テレビ映画     |
| 2002年 | 異常犯罪捜査官 倒錯の館 Angel Blade                             | フリダ                                    |                |
| 2004年 | あなたに会いたくて I'll Be Seeing You                           | フランシス                                | テレビ映画     |
| 2004年 | ラフ・ショット Chicks with Sticks                               | イーディス                                |                |
| 2005年 | The Last Sign ザ・ラスト・サイン The Last Sign                  | エンドラ                                  |                |
| 2005年 | クールマネー Cool Money                                         | ペギー                                    | テレビ映画     |
| 2009年 | ハロウィンII Halloween II                                       | バーバラ・コリアー                        |                |

### テレビシリーズ
| 放映年          | 邦題 原題                                                  | 役名                         | 備考                        |
| --------------- | ---------------------------------------------------------- | ---------------------------- | --------------------------- |
| 1970年          | モッズ特捜隊 The Mod Squad                                 | クレア・アレン               | 1エピソード                 |
| 1971年 - 1972年 | ニコルズ Nichols                                           | ルース                       | 24エピソード                |
| 1972年          | バナチェック登場 Banacek                                   | リンダ                       | 1エピソード                 |
| 1975年          | バレッタ Baretta                                           | テレイー・レイク             | 1エピソード                 |
| 1985年          | ザ・ヒッチハイカー The Hitchhiker                          | ジェーン・レイノルズ         | 1エピソード                 |
| 1987年          | Shell Game                                                 | ディナ／ジェニー・ジェローム | 6エピソード                 |
| 1992年          | ハリウッド・ナイトメア Tales from the Crypt                | シンシア                     | エピソードCuriosity Killed  |
| 1993年          | ジェシカおばさんの事件簿 Murder, She Wrote                 | エレン・ホールデン           | エピソードThreshold of Fear |
| 1996年 - 1997年 | Boston Common                                              | クッキー                     | 6エピソード                 |
| 1999年          | ニキータ La Femme Nikita                                   | ロベルタ                     | 1エピソード                 |
| 2000年          | アウター・リミッツ The Outer Limits                        | セレナ                       | エピソードRevival           |
| 2001年          | LAW & ORDER:性犯罪特捜班 Law & Order: Special Victims Unit | グレイス・メイベリー         | 1エピソード                 |
| 2004年          | ヤング・スーパーマン Smallville                            | ブリジット・クロスビー       | 2エピソード                 |
| 2006年          | Lの世界 The L Word                                         | サンディ・ジスキン           | 1エピソード                 |
| 2007年          | ブラザーズ&シスターズ Brothers & Sisters                   | エミリー・クラフト           | 2エピソード                 |

### テレビアニメ
- ファントム 2040 Phantom 2040 （1996年）
- ぎゃあ!!!リアル・モンスターズ Aaahh!!! Real Monsters （1997年）

### テレビ番組
- サタデー・ナイト・ライブ Saturday Night Live （1979年） - ホスト